# Haarschneidemaschine

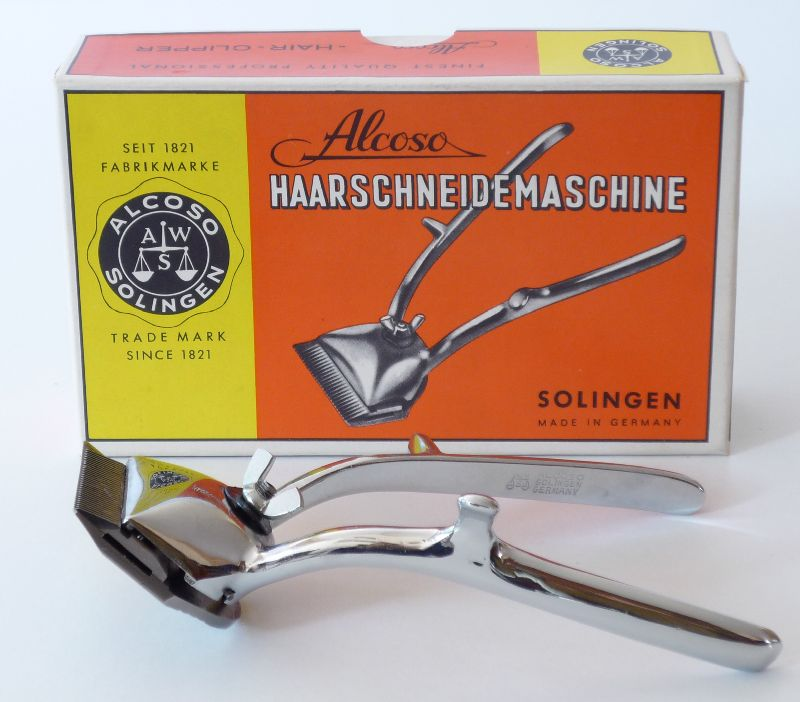
Eine mit Handhebel angetriebene Haarschneidemaschine

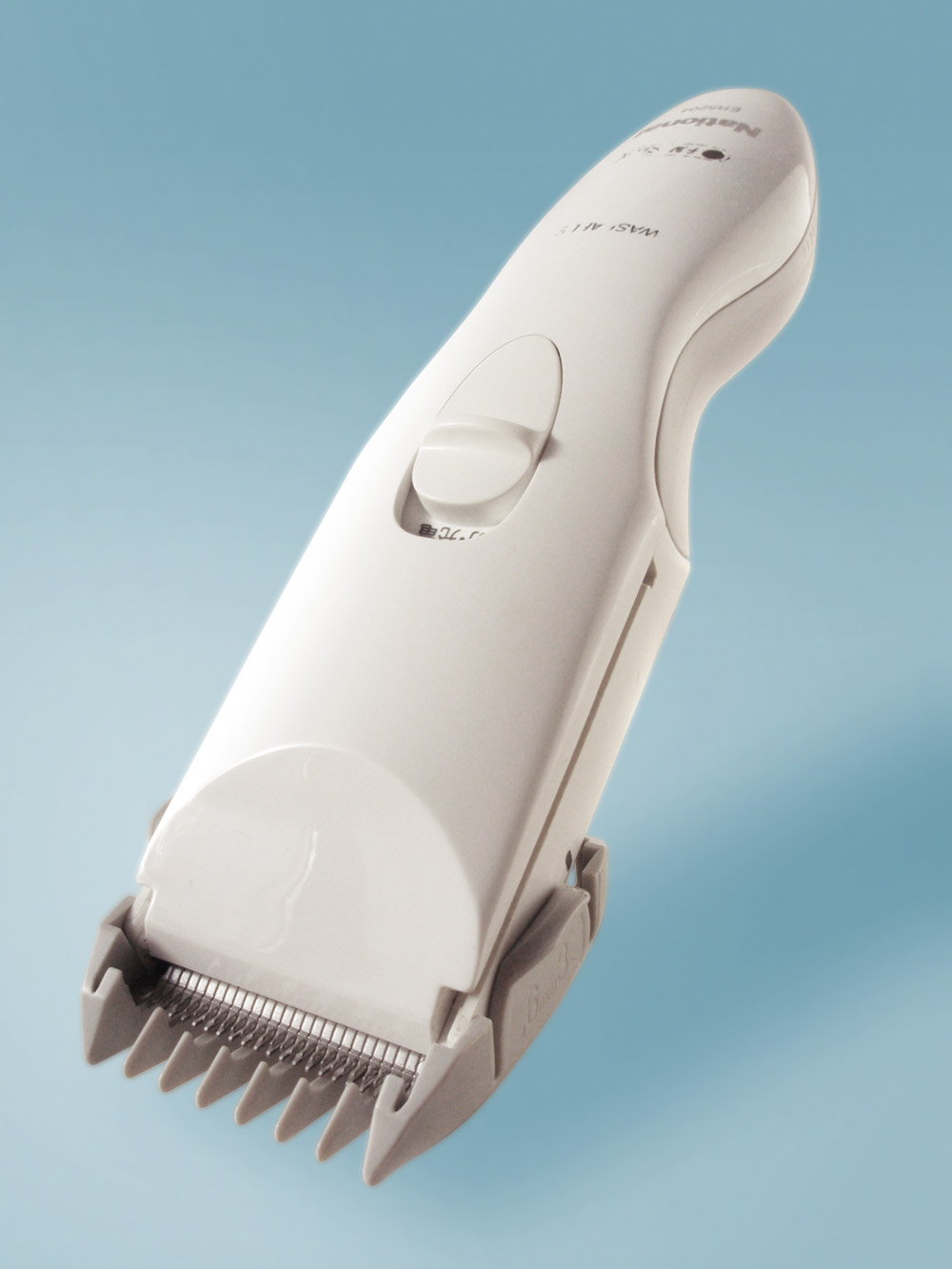
Haarschneidemaschine mit Elektroantrieb

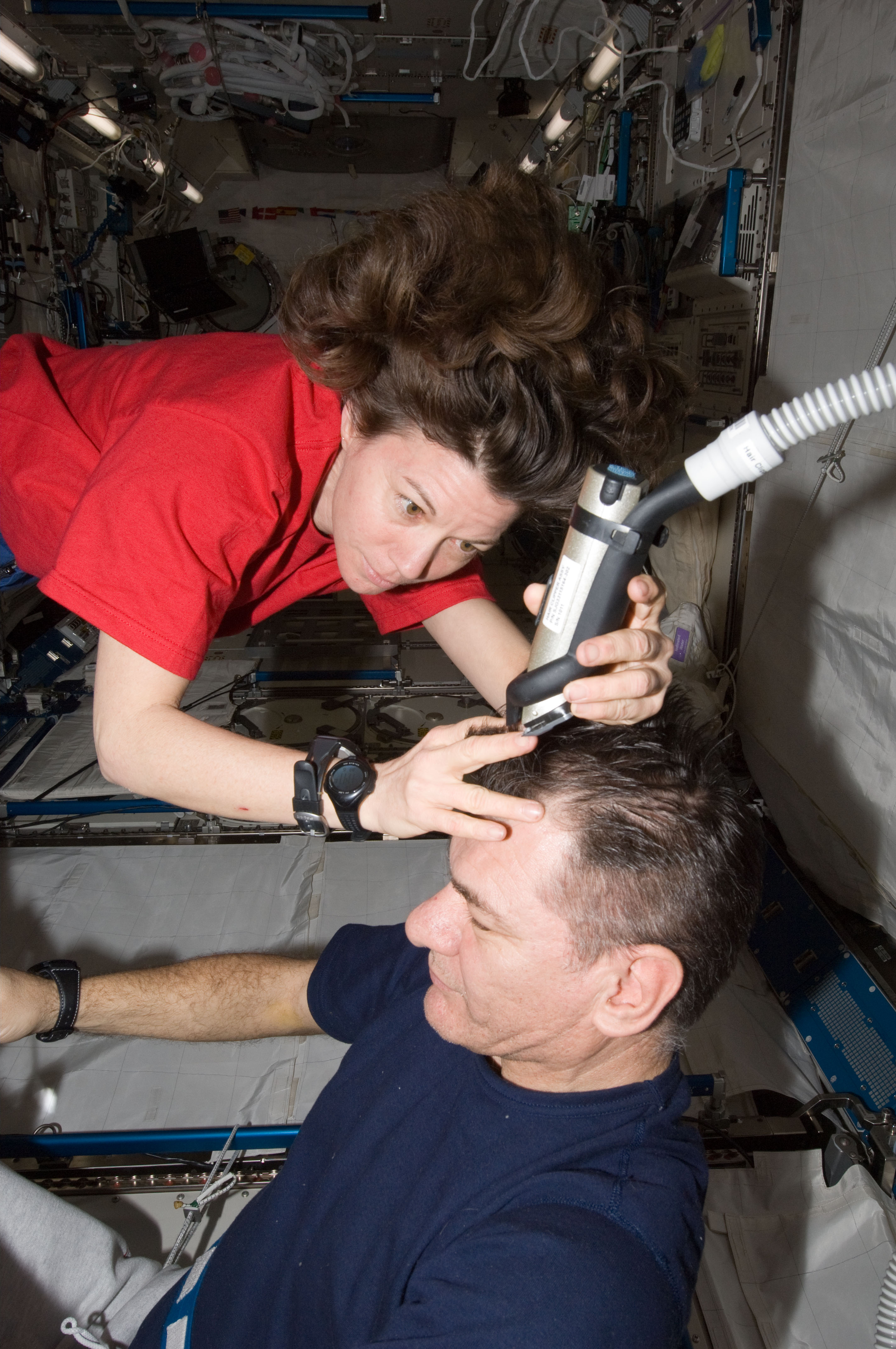
Haarschneidemaschine mit Elektroantrieb; Einsatz auf der ISS-Raumstation

Eine Haarschneidemaschine, auch Haartrimmer oder Tondeuse, bei Anwendung am Tier Schermaschine genannt, ist ein Gerät zum Schneiden von Haaren.
Sie besteht aus den eigentlichen Schneidwerkzeugen und einem manuellen oder elektrischen Antrieb. 

## Aufbau
Als Schneidwerkzeuge kommen zwei kammartige Messer zum Einsatz, von denen das untere, der Haut zugewandte feststehend ist, während das obere gegen dieses quer hin und her bewegt wird. Das untere Messer hat abgerundete Zinkenspitzen und ist gegenüber dem oberen ein wenig nach vorn verschoben, um Verletzungen der Haut zu vermeiden. Bei einigen Geräten lässt sich dieser Versatz über einen seitlichen Hebel während des Betriebs variieren. Durch diese stufenverstellbare Längeneinstellung sind in der Regel Variationen des Schnittabstands von 1/20 mm, 1/10 mm sowie 1 und 3 mm möglich. 
Zusätzlich aufgesteckte oder einstellbare Abstandskämme, auch Aufsteckkämme genannt, erlauben eine genaue Einhaltung der verbleibenden Haarlänge. Die Mindestlänge der stehenbleibenden Haare ist durch die Dicke des unteren Messers bedingt. In der Regel sind diese Kämme aus Kunststoff, was sie sehr leicht macht. Auf eine Haarschneidemaschine kann ein solcher Aufsteckkamm angebracht werden, indem man ihn auf die Klingen-Vorrichtung des Apparats aufsetzt und arretiert. Die Standard-Schneideinstellung von wenigen Millimetern kann man auf diese Weise beliebig variieren.
Die Teilung der Messerkämme ist geringfügig unterschiedlich, sodass nicht alle Schneiden gleichzeitig zum Eingriff kommen. 
Der Antrieb erfolgt entweder über einen zangenartigen Handhebel, einen Elektromotor mit Exzenter oder einem Schwingankerantrieb. Der Antrieb kann Teil des Handgerätes (auch zusammen mit der Energieversorgung) sein als auch, bei leistungsstarken Geräten über Gelenk- oder biegsame Wellen erfolgen. Es ist auch möglich, dass mehrere Handgeräte von einer Kraftquelle mittels Transmissionseinrichtungen angetrieben werden.

## Anwendungen
Am Menschen:
- Im Friseurhandwerk beispielsweise bei extremen Kurzhaarfrisuren (Maschinenschnitt oder Igelschnitt), Trimmen von Nackenhaaren, Koteletten etc.
- Barttrimmer
- als Teil eines elektrischen Rasierapparates als Langhaarschneider.

Am Tier zum Scheren von Tieren.